# 11005 Вальтрудерінг
11005 Вальтрудерінг (11005 Waldtrudering) — астероїд головного поясу, відкритий 6 серпня 1980 року.
Тіссеранів параметр щодо Юпітера — 3,345.